# Платонов, Иван Васильевич (правовед)
Иван Васильевич Платонов (1805—1890) — российский правовед, почётный член и профессор Харьковского университета.

## Биография
Родился в 1805 году. Происходил из духовного звания и первоначальное образование получил в Вифанской духовной семинарии (1826). Затем окончил Московскую духовную академию. Ещё студентом академии, по повелению императора Николая I, 22 сентября 1829 года был прикомандирован ко II Отделению Собственной Его Императорского Величества канцелярии «для образования себя в законоведении».
По окончании академии, в 1831 году «по Высочайшему повелению», он был отправлен в Берлинский университет для усовершенствования в знаниях. Вернувшись в 1834 году и выдержав в 1835 году при Санкт-Петербургском университете экзамен на степень доктора законоведения, он был определён в Харьковский университет «преподавателем по части правоведения, впредь до окончательного распределения кафедр по новому уставу, с предназначением для занятий по кафедре законов благоустройства и благочиния государственного». До введения нового устава (в 1835), по распоряжению Совета университета, читал также курс государственного права.
В 1837 году получил звание экстраординарного профессора и был назначен на кафедру законов о государственном благоустройстве и благочинии, а в следующем году был утверждён ординарным профессором. Кроме своего курса законов о благоустройстве, в 1838/1839 учебном году он читал ещё «законы о государственных повинностях и финансах», а в 1850 и 1851/1852 учебном году — политическую экономию. В 1840 году защитил в Санкт-Петербургском университете докторскую диссертацию «О действиях российского правительства в отношении к сельскому хозяйству».
Многократно назначался синдиком; ревизовал дела Правления, рассматривал студенческие сочинения для одобрения к печати, собирал материалы для истории Харьковского университета; был даже депутатом от университета при производстве следствия о преступлении, совершённом одним из студентов. Также он участвовал в трудах «Харьковского Комитета для уравнения городских повинностей и оценки вновь выстроенных домов». 
В 1856 году, 30 декабря, за выслугой срока оставил службу в университете и спустя 7 лет, 17 декабря 1863 года был избран почётным членом Харьковского университета. 
Скончался в Харькове 26 августа (7 сентября) 1890 года.